# Buda ostroma (1540)
Buda ostroma 1540 végén zajlott le. I. Ferdinánd által küldött sereg megpróbálta Szapolyai János halálát követően megszerezni a fővárost és végre elfoglalni a Habsburg-család számára a Magyar Királyságot. Habár maga a harc látszólag a magyar trónért folyt, rövidesen Habsburg–török háborúvá változott.
Buda tíz évvel korábban már kiállt egy ostromot a németekkel szemben, akkor törökök harcoltak a falain. Ezúttal török segítség nélkül Fráter György és Török Bálint vezetésével visszavonulásra kényszerítették Leonard von Fels magyarországi főparancsnok seregeit.
Hanem amikor Ferdinánd rájött arra, hogy a magyarok ezúttal sem őt, hanem Szapolyai fiát, János Zsigmondot akarják királlyá választani, haragra gyúlva harmadszor is megostromoltatta Budát a következő évben. I. Szulejmán ezt már nem nézte tétlenül és seregével nemcsak, hogy felmentette a fővárost, hanem birtokba vette.

## Előzmények
Szapolyai és Ferdinánd között több mint tíz éven át folyt harc Magyarországért. Előbbi félnek az Oszmán Birodalmat kellett segítségül hívnia, mert nem boldogult a németekkel és a spanyolokkal. A szövetség cseppet sem volt jó számára, mert nemcsak nemzetközi megítélésén rontott, hanem saját hazája is kárát lelte az átvonuló török seregek dúlásai és fosztogatásai miatt.
A váradi békében megpróbálta ugyan a nyugati országokhoz csatlakoztatni Magyarországot, hogy inkább a török ellen és ne mellette harcoljon, s a kitétel szerint halála esetén Ausztria főhercege megkaphatja a magyar trónt. Azonban Szapolyai gyanakvása Ferdinánddal szemben nem csökkent és a magyarok egy része továbbra is ellenezte, hogy német legyen az uralkodójuk.
Szapolyai házasságot kötött I. Zsigmond lengyel király Izabella nevű lányával, akinek édesanyja Milánó hercegének, a neves hadvezércsaládból származó II. (Sforza) Gian Galeazzónak a lánya volt. Izabella még teherbe esett Szapolyaitól és 1540. július 7-én fiút szült neki, aki egészségesnek ígérkezett. Az ekkor halálos beteg király rögvest megváltoztatott mindent és János Zsigmondot, azaz újszülött fiát jelölte utódjául, s legfőbb bizalmasnak Szulejmánt nevezte meg utódai előtt.

## Az ostrom
Amikor Szapolyai július végén meghalt, akkora zűrzavar támadt az országban, ami a korábbi polgárháborúhoz volt hasonlítható. Rögvest elindultak az átpártolások, többek között Perényi Péter jelentette be sokadjára V. Károlynak, hogy a Habsburgok mellé áll.
Mivel nem volt kétséges, hogy a fegyverek újból megszólalnak, ezért a főherceg mozgósításra adott parancsot.

### A seregek
Mialatt a Habsburg hadak lassan gyülekeztek, Rákos-mezőn a rendek János Zsigmondot választották királlyá. Az előző háború miatt teljesen szétzilálódott országban nem sok katonát tudtak felsorakoztatni a csecsemő király hívei, legfeljebb 4-5 ezer főt, s azok egyrésze is szétszórtan volt, különböző hívek katonaságaként.

Szeptember 21-én hatszáz lovas Perényi és Frangepán Ferenc érsek vezetésével Buda előtt cirkált. A két vezér azt tervezte, hogy a Habsburgok felé hajló Izabella segítségével ezer fős sereggel és néhány vármegyei egységgel elfoglalják Budát, de az utolsó pillanatban a királyné meggondolta magát.
Von Fels vezette csapatok csak október elejére gyűltek össze Bécs alatt. A sereg 2000 morva gyalogosból, 500 osztrák és ugyanennyi sziléziai gyalogosból, 2500 tiroli gyalogosból és 800 osztrák lovasból állt. Ehhez jött 1500 nürnbergi, brandenburgi és augsburgi lovas, valamint 1500 magyar könnyűlovas. A Dunán 1000 naszádos is kísérte őket 3 nagy vitorlással, 32 darab 16-20 evezőpáros naszáddal 10 brigantinóval. A sereg alvezére Ifjabb Niklas Salm volt, akinek apja, Idősebb Niklas Salm 1529-ben Bécs ostromakor esett el. Salmék tehetségesebbnek bizonyultak a több osztrák hadvezérhez képest. Az ifjabb Niklas 1566-ban maga mentette fel Palotát a török ostrom alól.

### A harc
A sereg október elején indult Esztergom alól, majd minden ellenállás nélkül bevette Vácot október 18-án. Visegrád fejtett ki ellenállást tíz napig, de Székesfehérvár meghódolt Ferdinánd serege előtt, mire Török Bálint végigpusztította a város környékét.
Október 21-én von Fels megérkezett Buda alá. A várba Fráter György 3000 fős őrséget összpontosított (1000 magyar lovas, 1000 rác lovas és 1000 magyar gyalogos), s élelmiszerrel is jól ellátta, s a védelem vezetésében Török Bálint is részt vett.
Az osztrákok körülzárták a várat, de mivel utánpótlási vonalaik megnyúltak, ezért ellátásuk nem volt kielégítő. A főparancsnok Óbudánál ütött tábort, s az egyik külvároshoz közel sáncokat ásatott és az előőrsöket is közelebb vitette hozzá. Az osztrákok nem kívánták erőltetni az ostromot a napról napra hidegebbre forduló időjárás miatt.
A várőrség az első napokban három kirohanást hajtott végre az osztrákok ellen és jól megtizedelték őket. Ekkor a dunai naszádok intéztek támadást a vár ellen, ami már csak azért is kudarcra volt ítélve, mert némelyik hajó nagyon rosszul volt ellátva legénységgel és fegyverzettel is. A harc hevességét jellemzi, hogy sok német sebesült rövidesen belehalt sérüléseibe.
Von Fels ekkor visszavonta az előőrsöket a vár alól és egyezkedni próbált Fráterrel. Néhány tárgyalást az óbudai Szent Jakab-templomban tartottak. Ezeken az eszmecseréken a felkészültebb és tanultabb György barát remekelt a főparancsnokkal szemben. Von Fels először olyan követeléseket támasztott, hogy a királyné és a fia távozzék a várból, amelybe a fiatal és némileg félénk, tapasztalatlan Izabella belement volna, ám György barát révén meggondolta magát. Természetesen György barát az időt próbálta húzni, mivel török segítséget remélt a szultántól.
Bár von Fels úgy tervezte, hogy két rohammal veszi be a várat, de a tárgyalások között alaposan szemügyre vette a falakat és az egyik új bástyát, belátta, hogy nincs esélye a bevételére. A falakat fokozottabb és hosszabb ideig tartó ágyútűzzel lehetett volna megtörni, ám a lőporkészletük nem volt erre még csak elégséges sem. A tapasztaltabb és jobb Niklas Salm is hasonlóan látta a helyzetet.
A németek rendszeresen fosztogatták a környező falvakat, mert az élelmük is elfogyott. A magyar katonákkal gyakran különböztek össze, amely véres párviadalokhoz vezetett.
November elején von Fels erőinek szeme láttára erősítést visznek Buda falai mögé és ezt a németek tétlenül nézik. Közben György barát futárok útján azt a hírt terjeszti, hogy török sereg közeleg Buda felmentésére.
A királyné is minden menekülő jobbágyot befogadott a várba, akik élelmiszerrel jöttek, ezek közül akit alkalmasnak találtak besorozták, másokat elzavartak a várból, nehogy felesleges ott tartózkodásukkal az élelmiszerkészletet fölöslegesen élnék fel.
Közben von Fels is erősítéseket szerzett és serege tízezer főre nőtt, de nem volt továbbra sem élelem-utánpótlása és a puskapor is annyira fogytán volt, hogy a harminc fős tüzérségből egy lövést sem adott le.
Ferdinánd is megpróbált Buda bevétele érdekében cselhez folyamodni és nemességet ígért azoknak a budai polgároknak, akik segítenek kezére játszani a fővárost.
November 14-én von Fels úgy döntött, hogy a szinte védtelen Pest városát megszállja. Ez minden gond nélkül megtörtént, őrségül pedig a morva sereget, ezer osztrák gyalogost és háromszáz magyar huszárt hagyott ott Varkocs György (Székesfehérvár későbbi védője), Bebek Ferenc és Otto von Dischkau tüzérparancsnok vezetésével.
Ugyanezen a napon levél jött Isztambulból, amelyben az állt, hogy a szultán 25 nagy gályát indított útnak, mivel szárazföldi hadakat a télelői hideg miatt nem tud bevetni.
Egy héttel Pest megszállása után von Fels kiadta a parancsot demoralizált csapatainak a visszavonulásra.

## A következmények
A osztrák sereg Buda 1530-as ostromakor is hasonlóan járt. A magyaroknak viszont most török támogatás nélkül sikerült győzniük. Ez a győzelem viszont korántsem volt döntő, mert Ferdinánd testvére, Károly akármikor nagyobb haderőt küldhetett Buda ellen.
Ferdinánd sem adta fel, de ezúttal módszeresebb eszközökhöz nyúlt. December 18-án von Fels újabb utasítást kapott Székesfehérvár megszerzésére. A megmaradt ostromágyúkhoz Thurzó Elek helytartótól kellett volna kérnie szekereket, egyúttal nagyobb élelmiszer-szállítmányt is ígértek neki. Továbbá egyezséggel kellett a zsoldosokat a seregben tartani, amíg meg nem érkezik a fizetségük.
A visszavonulás közben az osztrákok elfoglalták Visegrád fellegvárát (más forrás szerint az alsó várat) és Székesfehérvár még az év végén a kezükbe került vér nélkül. A városi elöljárók Török Bálint támadásaiban ürügyet találva végleg Ferdinánd alá adták magukat.
Mivel Fráter György és János Zsigmond többi híve továbbra sem volt hajlandó teljesíteni a váradi béke kitételeit, Ferdinánd tavasszal még idejében egy sokkal nagyobb sereget küldött Wilhelm von Roggendorf vezérlete alatt Buda ellen. A vár védői addig kitartottak, amíg a szultán vezette török fősereg meg nem érkezett augusztus végén és megsemmisítő vereséget mért az osztrákokra. Ez viszont elvezetett Buda török kézre kerüléséhez, amelyet György barát saját végzetes tévedésének tekintett élete végig és hátralevő éveiben arra törekedett, hogy ezt a hibát helyrehozza.